# Гофман, Фридрих (изобретатель)
Фридрих Эдуард Гофман (нем. Friedrich Eduard Hoffmann; 18 октября 1818, Гронинген — 3 декабря 1900, Берлин) — немецкий предприниматель и изобретатель.

## Биография
Изучал строительное дело. Работал сначала при постройке железных дорог. Уже с 1840 года занятый мыслью построить беспрерывно действующую глино-обжигательную печь, он в 1857 году блестяще решил этот вопрос.
Изобрёл технологию производства клинкера с обжигом на торфе в кольцевой многокамерной печи Гофмана.
Изобретённая им печь, носящая его имя, поставила производство глиняных изделий на иные, более рациональные основания.

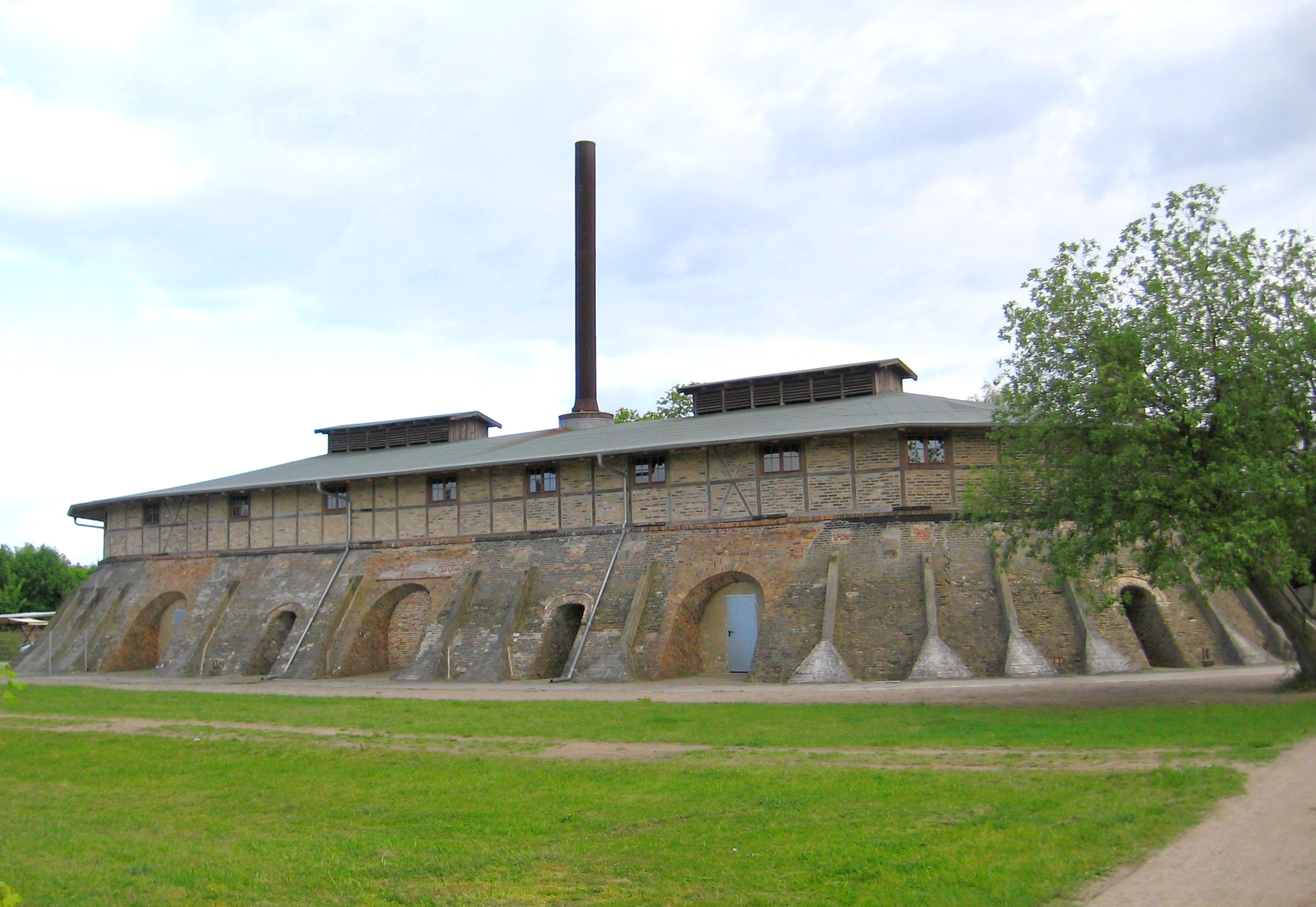
Кольцевая печь Ф. Гофмана

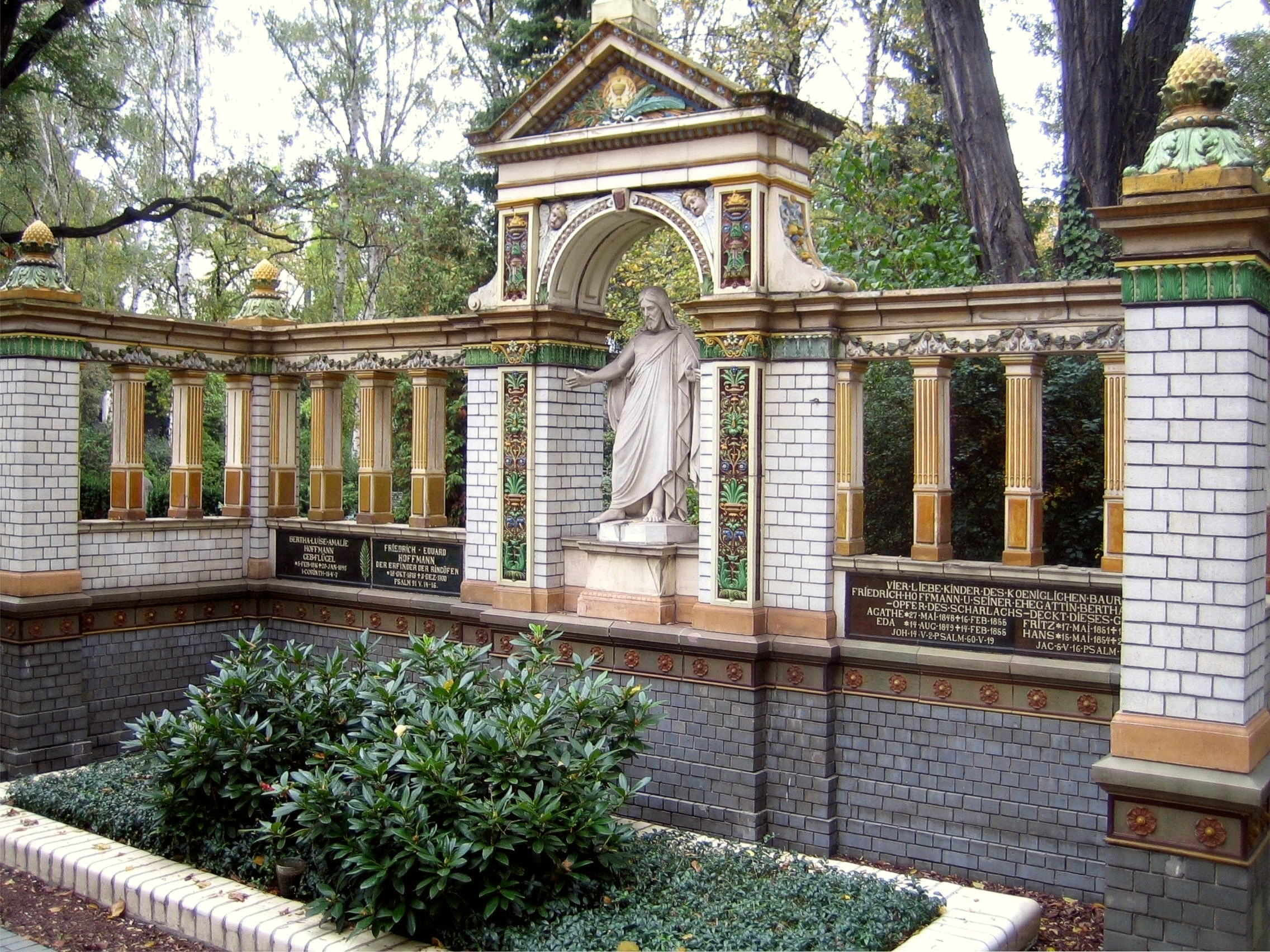
Памятник на могиле изобретателя Фридриха Эдуарда Гофмана на Доротеенштадтском кладбище

Кроме того, Ф. Гофман построил пневматическую мельницу, гидравлическую землечерпальную машину и внёс много полезных усовершенствований в железнодорожном деле.
С 1865 года Ф. Гофман издавал «Notizblatt» , где печатались результаты исследований его «Laboratorium der deutschen Töpfer- und Zieglerzeitung», и учредил особое бюро для решения вопросов по кирпичному, гипсовому и цементному производствам.
В 1895 году основал завод в Ненндорфе. Кирпич производился в полевой печи. Глина для заготовок выкапывалась вручную, формы заготовок также выполнялись вручную. В 1904 году на заводе была установлена кольцевая многокамерная печь последовательного горения, получившая название по имени её изобретателя. Кольцевая печь Гофмана, которую изобретатель запатентовал в 1858 году, получила широкое применение, так как значительно сократила расход необходимого для обжига кирпича топлива и увеличила производительность. Основное отличие кольцевой печи Гофмана заключается непрерывности процесса обжига без перерывов на охлаждение для выемки готового кирпича и загрузки новой партии заготовок. Это стало возможно благодаря конструктивным особенностям печи последовательного горения, которая состоит из 14-20 независимых камер с отдельной дверью для загрузки и выгрузки в каждой. Камеры соединены воздушными каналами, по которым проходит горячий воздух, сокращая теплопотери и экономя топливо. Таким образом, обжиг кирпича в кольцевой печи Гофмана происходит последовательно, камера за камерой, а уголь, торф или дрова подаются в камеры через шуровочные отверстия, которые расположены в потолке.
В 1867 году на Всемирной выставке в Париже Гофман получил Гран-при за изобретение кольцевой печи.